# 中国の人権問題

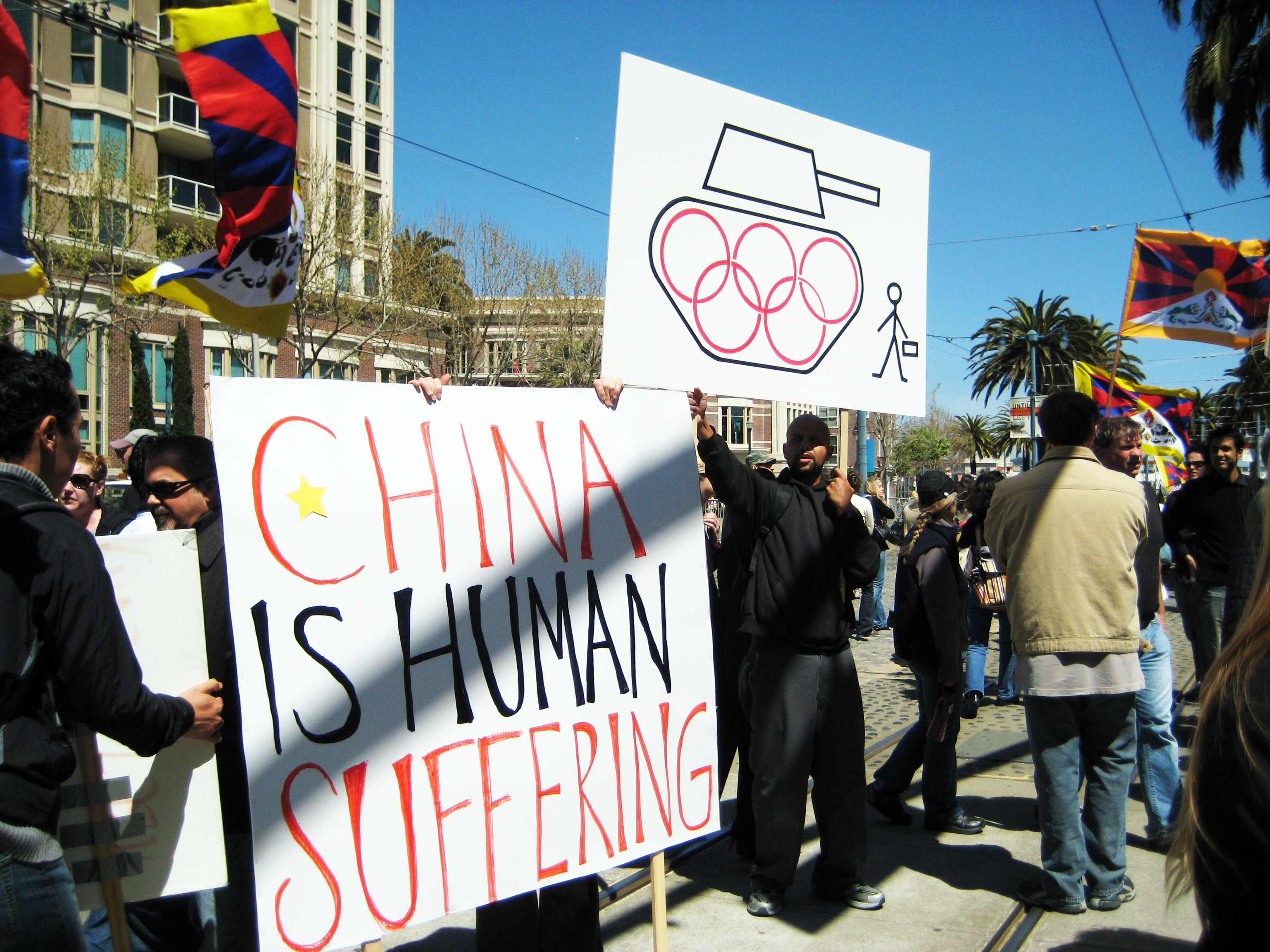
中国政府による人権侵害に対する抗議デモ（2008年、サンフランシスコ）

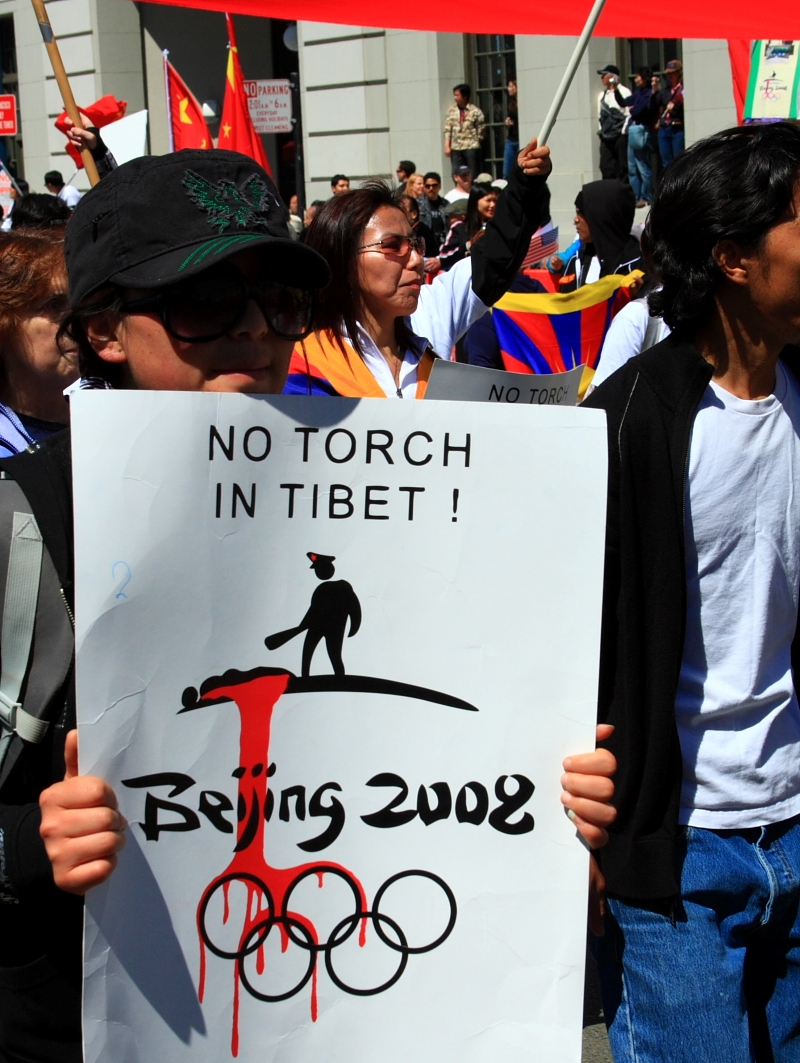
2008年の北京五輪への抗議デモ。チベット問題に関連する。

中国の人権問題（ちゅうごくのじんけんもんだい）では、中華人民共和国における人権問題について説明する。
中華人民共和国は中国共産党による一党独裁国家であり、中国人民解放軍も中国という国家の主権維持や安全保障、中国国民の生命や財産を守る為の国軍ではなく、あくまでも「中国共産党を守る為」の「党の軍隊」である故、党にとって好ましくない人物の人権は軍隊まで動員して蹂躙されている。その顕著な例が天安門事件であり、特に近年は、中国の急速な経済発展とともに人権保護を求める国民と政府との間の紛争が各地で急増している（以下、特記なき場合は「中国」とは中華人民共和国を指す）。

## 報道の自由

### 中国の報道機関と報道の状況
中国の報道機関としては、中国政府公式の報道機関である中国国務院直属の機関・新華社通信、中国共産党中央委員会の機関紙『人民日報』『環球時報』、中国唯一のキー局であり、国営放送局でもある中国中央電視台（中国中央テレビ）などが世界的に知られている。
これらの報道機関はいずれも中国政府と緊密な関係にあり、中国政府を批判するような報道は一切なされない。
しかし、改革開放以後、タブロイド紙が爆発的に増え、テレビは地方局が多く開設されたため、中国政府公式の報道機関である上記三大報道機関の影響力は相対的に低下しているともいわれる。
しかし、新興報道機関は中小多数で熾烈な報道合戦を展開しているため、大衆の好奇心を刺激するような論評で大衆の関心の高い事柄を報道するが、そのうち政府への批判的な報道は当局から「整頓」と呼ばれる修正を命じられることが多く、「上と下を見つつ報道」しているといわれる。また、体制批判が出来ないため、矛先を日本を初めとする外国批判に向けているともいわれている。
なお、国境なき記者団による「世界報道自由度ランキング」では、180ヶ国中177位にランク付けされている。

### インターネット検閲
中国政府は検閲による情報操作（香港・マカオは除く）を行っており、政府にとって不利益があると認識した報道を規制している。グレート・ファイアウォール等の検閲システムを利用し、政府や同盟関係にある北朝鮮を中傷するウェブページを閉鎖、または回線を切断させる処置をとり続けている。2004年11月には違法インターネットカフェ1600店余を摘発し、ネット上で政府を非難する自国民を逮捕しメールの文章も検閲内容として規制されている。
2006年の時点で、GoogleやYahoo!、マイクロソフトなどの企業も政府の検閲に協力し、中国国内での言論の自由を奪っているとして、国際人権団体等が非難している。2006年6月には中国のインターネット人口が1億2300万人に達すなどネット文化の進展にともない、中国政府はネット規制システムをバージョンアップさせている。
一方で、そうした検閲、規制を回避するためのシステムも一部で配布されているといわれる(傲游など)。
中国の農村の民衆は、諸外国が政府に対してどのような見解を持っているか把握出来ない状況となっている。
しかし、ネットやメディアが発展した都会では、諸外国からの批判についての情報を得ることがある程度可能である。
諸外国からの批判に接した都会の人々の反応は様々で、諸外国の批判に同調するケースもあれば、逆に愛国心に火をつけられるケースもある。
2004年には韓国人の議員らが脱北者に関する記者会見を中国国内で行おうとした際、中国政府により強引に記者会見を解散させられることがあった。
諸外国の報道機関は、中国政府に対して「報道の自由が保障されていない」として非難したが、中国政府は「これが中国の文化である」と主張した。反日活動（さらに、チベット問題や北京五輪に対するフランスの姿勢に抗議する2008年の反仏運動や、1999年の中国大使館誤爆事件の際の反米運動）など中国人の民族主義・排外主義的な活動への中国政府の関与については見解が別れる。中国政府が日中関係への影響や国際的イメージの悪化を懸念し、反日活動の過激化を扱いかねているとの見解もある。現在においても中国政府は取り締まりを日々強化しており、毛沢東や鄧小平の時代のような報道規制・情報規制、言論統制を目指していると見られている。
天安門事件時のリーダーの一人である王丹は「民主化、人権を巡る状況は、天安門事件当時より悪い。事件以前、政府批判や民主化、人権の議論が出来た。いまや人々は当局の弾圧を恐れて何も出来ず、何も言えない」と2011年6月に語っている。

## 言論・表現の自由

### 取り締まり対象
中国政府批判や北朝鮮批判の本も取り締まりの対象となる。
事例
- ユンチアンの書籍ワイルドスワン、マオは発売禁止
- 日本の漫画DEATH NOTEなども規制の対象となっている

### 総領事館員による暴力事件
2022年10月には、イギリスのマンチェスターで中国共産党第二十回全国代表大会に対する平和的な抗議行動に参加した英国市民を中国総領事館の職員が総領事館の敷地内に連れ込んで複数で暴行を加えて怪我を負わせる事件が起こっており、この傷害事件にはマンチェスター総領事の鄭曦原の関与が指摘されている。

### 劉暁波のノーベル平和賞受賞

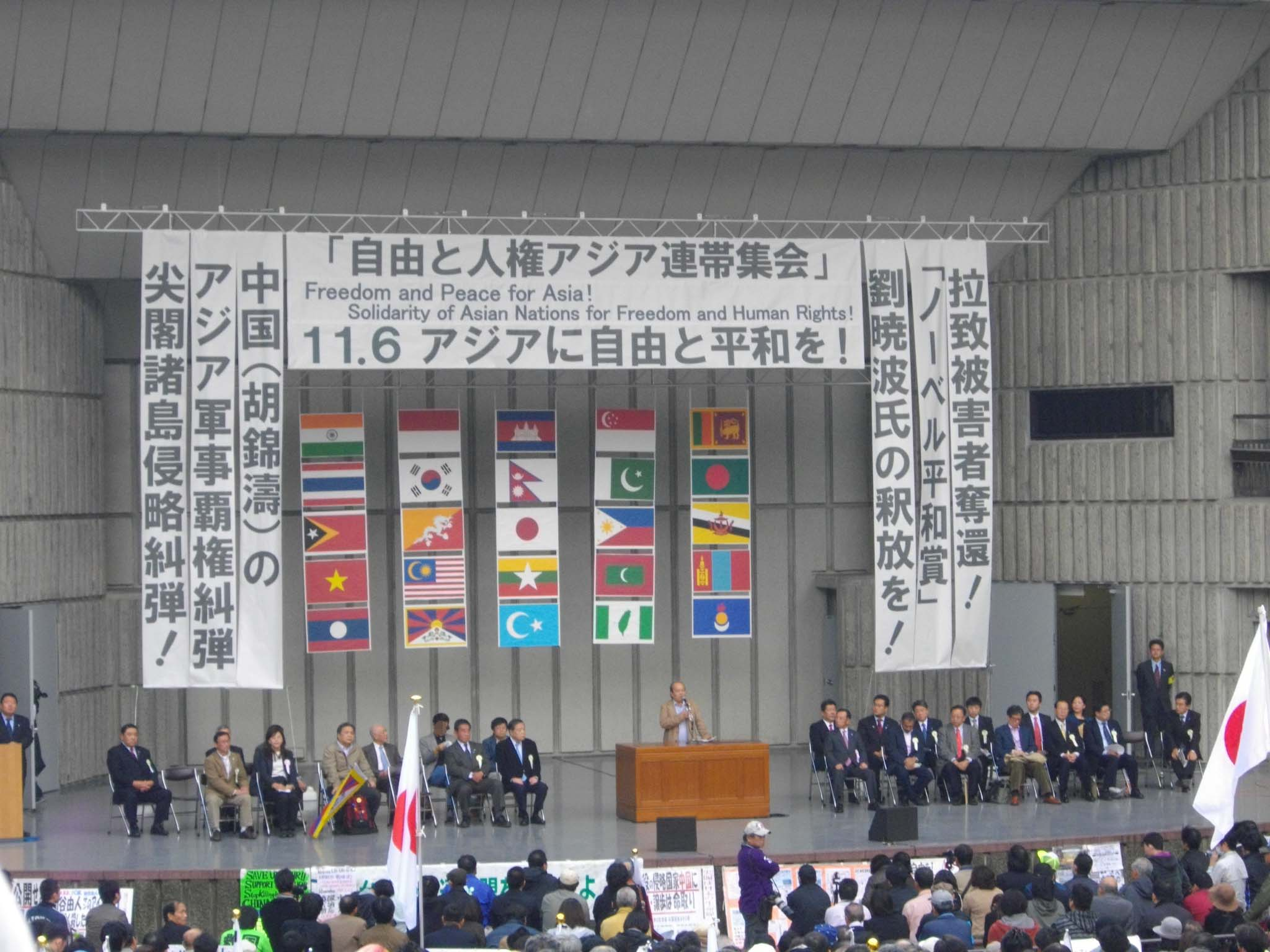
2010年、日本で行われた「自由と人権アジア連帯集会」。劉暁波の釈放を求める懸垂幕が見える。

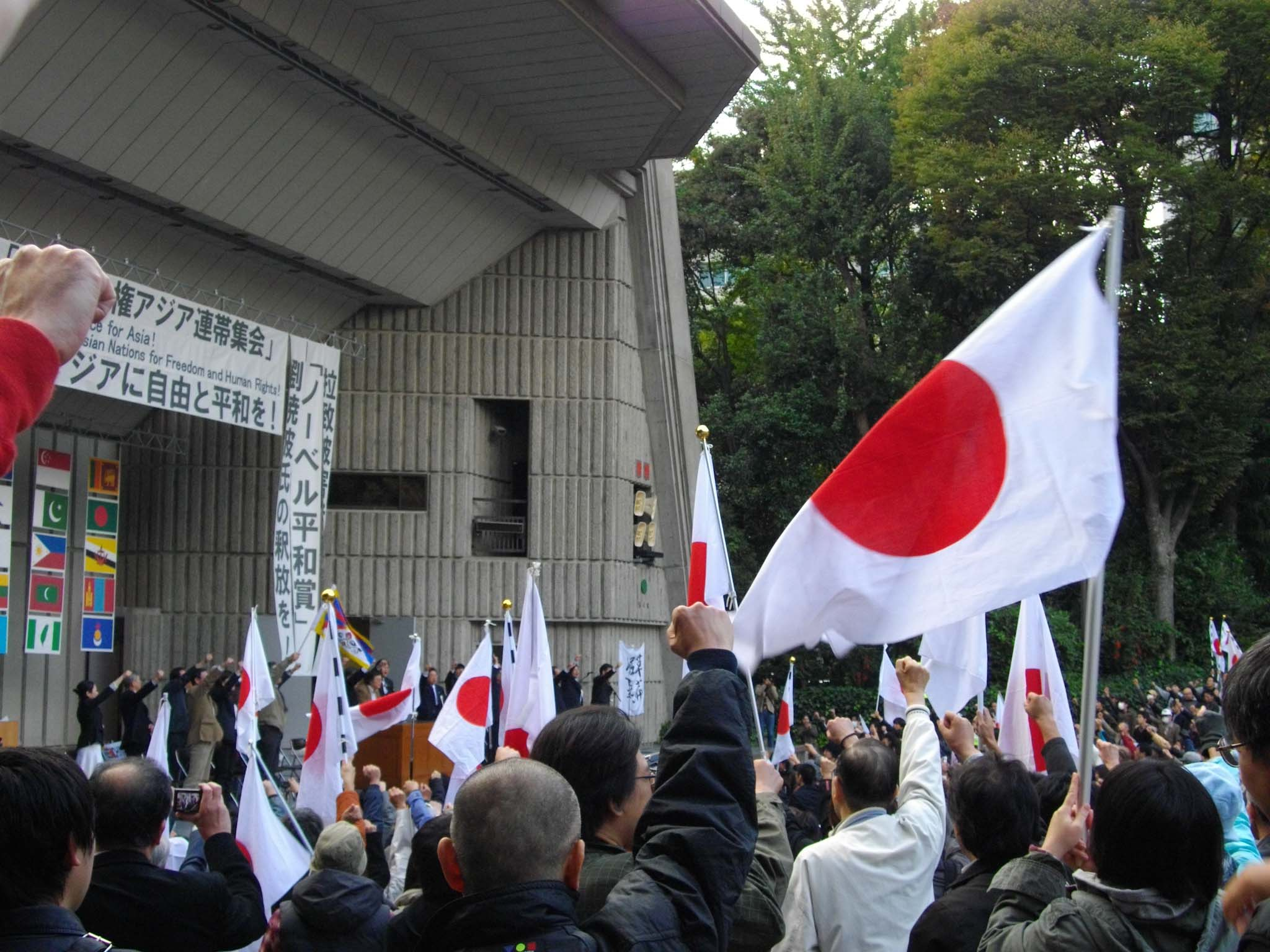
同上

中国政府はノルウェー・ノーベル委員会に対し、「劉暁波に授与すれば中国とノルウェーの関係は悪化するだろう」と圧力をかけていた。しかしながら委員会は圧力に屈せず授与を決定した。同委員会委員長のトルビョルン・ヤーグランは、同国政府によって逮捕監禁中のこの劉暁波へのノーベル平和賞授与の理由について、「今、中国での人権抑圧に目をつぶれば、世界での（人権の）基準を下げることに直結する」と述べ、人権侵害への批判を弱める国際社会に警鐘を鳴らした。更に「経済などの権益のため、人権という普遍的価値の基準を下げることがあってはならない。だからこそ、我々が声を上げた」と述べた。

## 信仰の自由
憲法には「公民は宗教信仰の自由を持つ」と規定されている。ただし、共産党の指導に従わないものは「邪教」となり当局に弾圧される上、未成年者への宗教教育は禁止されており、チベット仏教、キリスト教やその「地下教会」、新興気功集団「法輪功」などの弾圧事件はよく報道されている。
特に文化大革命の時期には宗教が徹底的に否定され、教会や寺院・宗教的な文化財が破壊された。チベットでは仏像が溶かされたり僧侶が投獄・殺害されたりしたと言われる。
中国共産党は「三自愛国委員会」を通じて全国の宗教団体を統制し、これらの宗教団体の「長」の任命は党の認可が必要であり、現在多くの宗教団体のトップが党員である。

### 宗教の中国化
習近平政権は、2015年以降「宗教の中国化」を掲げており、宗教の統制ないしは抑圧を進めている。坂本信博は、回族が多く住む青海省西寧市では、アラブ風建築のモスクが政府によって「改造」されており「街からアラブ風建築を一掃するかのような徹底ぶり」であると報告している。アムネスティ日本は、「主に中国北西部地域で数千の文化的・宗教的施設が取り崩された」との報道を取り上げている。

### チベット仏教

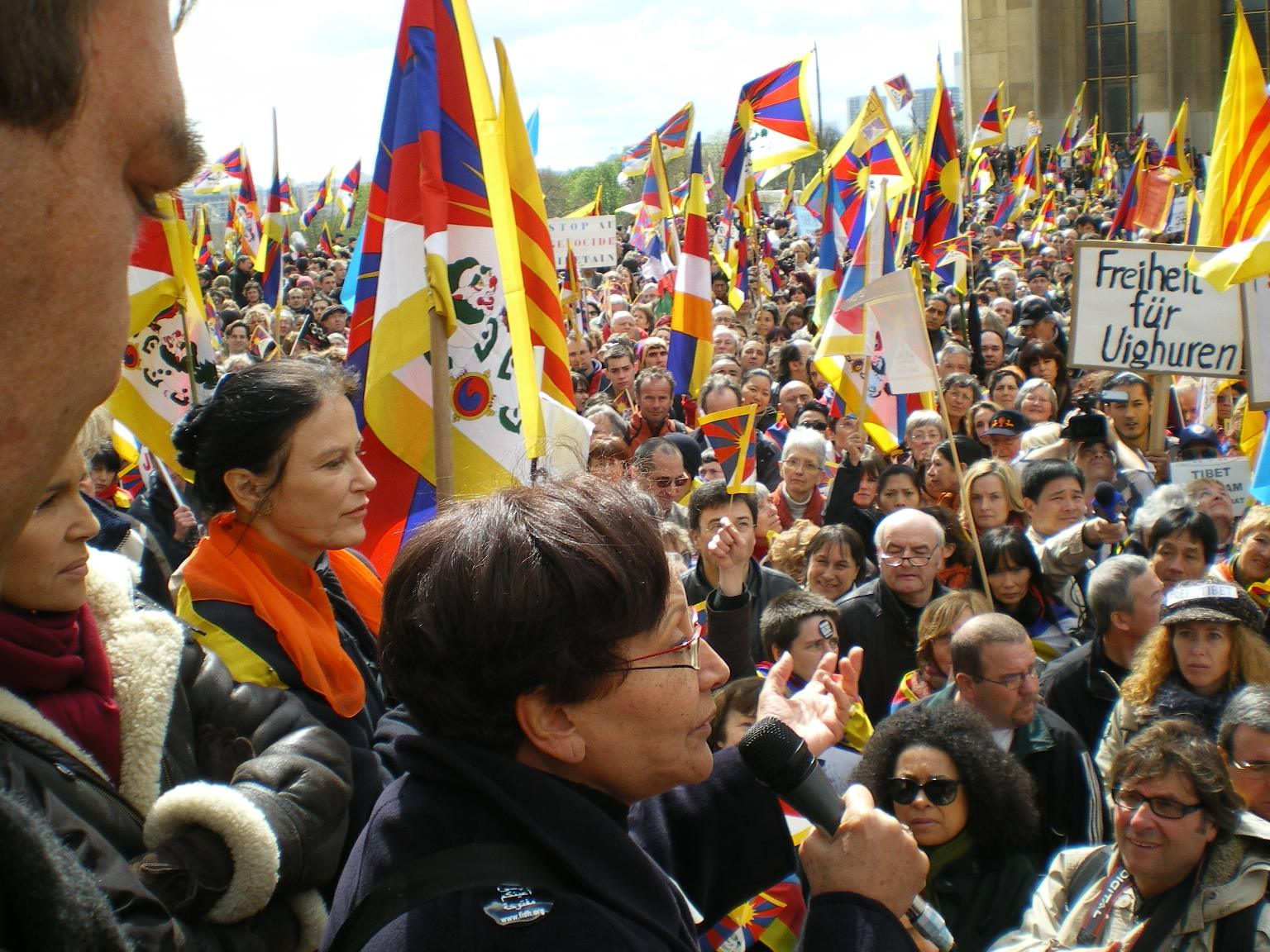
チベット族弾圧への抗議デモ（ドイツ）。多くのチベット国旗が掲げられている。

チベット仏教は文化大革命の時期に徹底的な弾圧を受けた。
現在ではかなり復興したとはいえ、まだ最盛期の頃の状態にはほど遠い。
また、現在も中国政府の抑圧は続いている。僧院には中国政府の「工作隊」が駐在し、強制的に僧や尼僧に政治的・宗教的信念の「愛国再教育」を行っている。
1996年から1998年の間に、中国政府による「厳打」キャンペーンにより約500名の僧尼が逮捕され、約1万人が僧籍を剥奪されたと言われる。
2008年には、中国チベット自治区のラサにて、抑圧されている怒りからチベット人の暴動が起きたが、中国政府によって弾圧された。
チベット亡命政府によると確認されただけで死者は少なくとも80人はいると発表された。
それと同時に世界各国の中国大使館前では中国政府への抗議活動が繰り広げられた。

### キリスト教
キリスト教の内、カトリック系の中国天主教愛国会は、1958年からは本来ローマ教皇だけに認められている司教ら聖職者任命を独自に行っている。信徒は350万人、聖職者が4000人、教会・礼拝堂が4600余ヶ所といわれる。
上記は中国政府の統制下にある教会で登録しているキリスト教徒であるが、その他に同国政府に統制されていない、未登録の「家庭教会」や「地下教会」のメンバーは8千万から1億人に上るとも言われるが、激しい弾圧を受けている。

#### 胡錦濤政権下
胡錦濤政権（2003～2013年）は、宗教政策に関して「相対的に」穏やかだったと言われており、家庭教会の存在は黙認されていた。雑居ビルで公然と礼拝が行われることもあったという。ただ「本質的に脱法的な存在」であった。

#### 習近平政権下
統制や摘発を強めている。村上志保によると、2014年以降、「教会堂の十字架強制撤去」や「家庭教会の強制閉鎖」が行われている。

### イスラム教
新疆ウイグル自治区では、ムスリムが同国からの分離独立を求める運動（東トルキスタン独立運動を参照）を行っており、同国中央政府は「国家の統合」が失われる懸念からこれを「暴力と厳罰法」で弾圧している。また、同自治区ではウイグル族に対してジェノサイド（ウイグル人大量虐殺を参照）が行われているとして、日本や米欧諸国が非難している。

### 法輪功

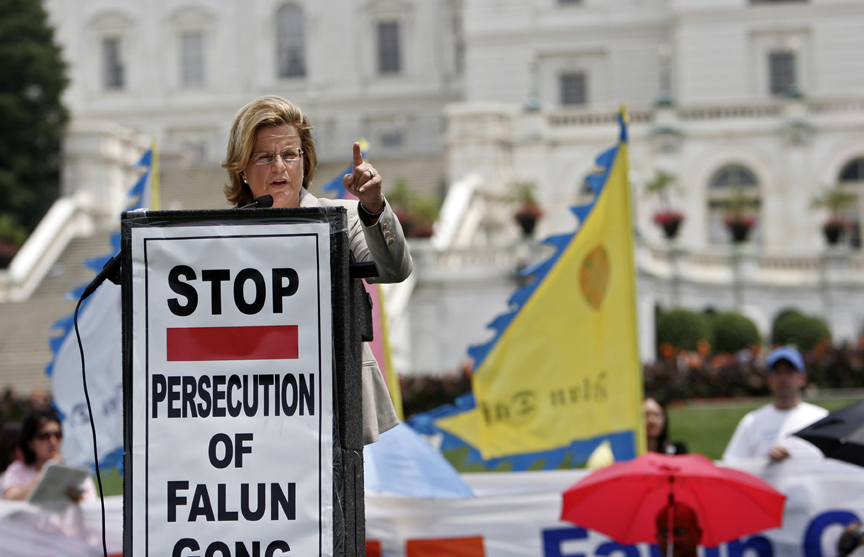
法輪功への迫害停止を求める下院議員のイリアナ・ロス・レイティネン（ワシントンD.C.）

1999年7月、気功で知られる「法輪功」に対し、中国政府は「迷信や邪説を流布して民衆をだまし、騒ぎを起こして社会の安定を破壊した」と断定、違法組織と認定し、一切の活動を事実上禁止した。
明慧ネットによると、法輪功は仏教的要素を取り入れた気功集団で、創始者の李洪志が1992年から活動を始め、日本など約20ヶ国に学習者がいる。
学習者数は1999年の迫害当時、中国政府の発表で1億人に達したとされている。中国国内の法輪功学習者の迫害による死者は2005年末現在、3千人近くに上るという。
現在でも秋葉原など都内各地の街頭や東京の中国大使館や各都市の中国領事館で迫害事実を訴える法輪功の学習者らが見かけられる。
中国共産党宣伝部は、「日本でいうオウム真理教のような存在」という表現で法輪功に対してレッテルを貼っている。

## セクシャルマイノリティの人権
アムネスティ日本によると、同国は2001年に同性愛を「精神障がい」の分類から除外しているのにもかかわらず、検定済み教科書に「ゲイとレズビアンは、よくみられる精神性的障がい者」との記載があった、また、ある大学生がこの記述によって精神的苦痛を負ったとして訴訟を起こしたが敗訴になった。
2022年、映画『バズ・ライトイヤー』について、中国側が作品中の同性カップルのキスシーンの削除をディズニーに要請したが、製作者側がこれを拒否したため同国国内での上映が見送られた。

## 居住移転の自由
原則として中国では戸籍のある場所にしか住めず、移動の自由は存在しない。これは1958年にできた中国戸口登記条例による中国の戸籍（戸口）制度の根幹である。
元々配給制なども存在した計画経済時代に確立した制度である。
21世紀に入ってから戸籍にまつわる制限は緩和されたが、現在も全人口の3⁄4である農村戸籍と、1⁄4を占める都市戸籍との間での移行は、極めて困難である。
これら2つの戸籍の間では今でも教育・就職・医療・社会保障などの条件が異なる。
都市戸籍は産児制限を課せられているため老後の保障として年金制度が整備されている。
この一方農村戸籍は農地の使用の権利を有するなど、個々に長短があり一概にどちらが有利とは言えない。
近年、都市部と農村との経済格差が顕著となると共に、都市部への人口流入が問題となっている。
合法的な出稼ぎにおいても、農村戸籍の人間が出稼ぎに行く時には暫定居住証を発行してもらい、外来人口管理費などを納めなければならないといった制約が存在する。
したがって違法な人口流入も相当数に上ると考えられている。
これとは逆に大規模開発においては、不十分な移転補償の下で農民などが強制的に移動させられる場合も多い。
中国の現在の高度成長は農村部から流入する低賃金の労働者に負っている側面が高い。
したがって嘗て「盲流」と呼ばれる農村の労働力の流入を一概に禁止してはいないが、農村戸籍の子弟の都市の小中学校への入学を制限するなど、世帯単位での都市への流入を制限する政策を実施している。

## 裁判を受ける権利
中国の司法に関してはいくつかの問題が内外から指摘されている。
中国の警察などでは中国政府（または中国共産党）を非難する者に対しては速やかに逮捕し、密かに拷問での自白強要を行っているとも言われている。
司法も裁判所の制度も日米欧の諸外国と大きく異なっている。死刑の場合は判決後数日以内と、迅速に決行されるケースが多い。控訴する権利は与えられてはいるものの実際に控訴で逆転できる例はわずかである。
反政府運動の首謀者から汚職といった他人に暴力を振るったり生命の危機に直面させない罪などでも、死刑判決即決行に該当する。
人権擁護団体「アムネスティ・インターナショナル」の報告によると、2004年で全世界で執行された死刑囚の9割以上（約3400人）が中国で行われており、同団体に非難されている。また、チベット解放運動家はしばしば処刑されていた。
同団体の報告によると、パンチェン・ラマの生まれ変わりとされた少年（当時6歳）を、政治犯として逮捕している。
処刑方法はほとんどが銃殺刑であるが、遺体の臓器移植がよく行われるため、器官に傷つけない程度で銃殺されることが多い。
最近は中華民国の死刑施行方法を取り入れて、薬物で麻酔した上で銃殺するケースも増えてきた。
中国の裁判官の評価基準の一つに、有罪判決件数の「ノルマ」がある。
政府の意向に合わない弁護士は、709事件のように徹底的に弾圧される。
有罪判決のノルマを達成するため、裁判官や検察官が、被告人が無罪であると考えても執行猶予付き判決を言い渡す場合もある。中央政法委員会は、「ノルマ」に基づく評価を止めるよう求めており、最高人民法院は2014年12月に、ノルマ達成を重視しないよう求める判断を下すなど、状況は改善傾向にある。

## 他国の人権問題への悪影響
中国は、イラン・スーダン・ミャンマー・ジンバブエ・北朝鮮などの国々との関係を深めている。
米欧諸国はこれらの国々を人権問題や安全保障問題で非難することがある。
中国政府の動きは、米欧諸国がこれらの国々に制裁を科し、関係が凍結している隙をついたものと指摘されている。
これら5ヶ国と中国の指導者は、アメリカ紙ワシントンポスト、週末マガジン・パレードの『世界最悪の独裁者ランキング』に含まれている。
中国政府はイランとスーダンとの関係強化はエネルギー供給を目的とし、ミャンマーとの関係強化はインド洋への足がかりを目的としている。
北朝鮮の脱北者を強制送還することに積極的である。
中国はこうした問題とされる国家との関係を維持するため、例えばスーダンのダルフール紛争でのジェノサイドに対する国際介入に反対する動きをとっている。
アムネスティ・インターナショナルは、電気ショック銃やスパイク付き金属警棒などの拷問道具の製造を手がける中国企業が存在すると報告している。これらの製品は、中国国内で使用される他、アジアやアフリカに輸出され、各国での人権侵害に拍車をかけている。
これらの企業は、ほとんどが中国国営であるとされる。